# حرب الأب رال
تمثلت حرب الأب رال (1722–1725)، المعروفة أيضًا باسم حرب لافويل، أو حرب دامر، أو حرب جريلوك، أو حرب الثلاثة أعوام، أو الحرب الهندية الرابعة أو حرب واباناكي ونيو إنجلاند (1722-1725)، في سلسلة من المعارك بين نيو إنجلاند وكونفدرالية وابانكي (وبخاصة الميغاك، والماليسيت، والأبيناكي) المتحالفة مع فرنسا الجديدة. تمثلت الجبهة الشرقية للحرب في الحدود بين نيو إنجلاند وأكاديا فيما يُعرَف الآن بولاية مين، وفي نوفا سكوشا; في حين اندلع القتال بالجبهة الغربية في شمال ماساتشوستس وفيرمونت على الحدود ما بين كندا (فرنسا الجديدة) ونيو إنجلاند. (كانت ماساتشوستس آنذاك تضم ما يُعرَف الآن بولايتي مين وفيرمونت.)
كان الصراع على حدود ولاية مين في الأساس صراعًا على الحدود بين أكاديا ونيو إنجلاند، التي عرفتها فرنسا الجديدة بأنها نهر كينبيك جنوب مين. وبعد الاحتلال البريطاني لأكاديا في عام 1710، أصبح البر الرئيسي لنوفا سكوشا تحت السيطرة البريطانية، لكن ظل النزاع على المنطقة المعروفة الآن باسم نيو برونزويك وجميع ولاية مين قائمًا بين نيو إنجلاند وفرنسا الجديدة. ولضمان أحقيتها في المنطقة، أقامت فرنسا الجديدة إرساليات كاثوليكية (كنائس) في القرى الأربع الكبرى في المنطقة: واحدة على نهر كينبيك (نوريدجووك)؛ وأخرى في الشمال على نهر بينوبسكوت (بينوبسكوت)؛ والثالثة على نهر سانت جون (ميدوتيك)؛ والرابعة في شوبيناكدي (إرسالية سانت آن). (شيدت أيضًا فرنسا الجديدة في أثناء حرب الأب لو لوتر ثلاثة حصون على حدود ما يُعرَف الآن باسم نيو برونزويك لحمايتها من الهجوم البريطاني من نوفا سكوشا.)
ما أزاد الاحتقان آنذاك على حدود نوفا سكوشا أن المعاهدة التي أنهت حرب الملكة آن تم توقعيها في أوروبا، ولم تتضمن أي عضو في تحالف وابناكي. ورغم توقيع الأبيناكي على معاهدة بورتسموث (1713)، فلم تتم استشارة أحد بشأن الملكية البريطانية لنوفا سكوشا، واحتج الميغماك على ذلك بشنهم غارات على المستعمرات وصائدي الأسماك في نيو إنجلاند.
اندلعت الحرب على جبهتين نتيجة لتوسع مستعمرات نيو إنجلاند على ساحل ولاية مين، وفي كانسو بنوفا سكوشا. وكان القادة الرئيسيون لقوات نيو إنجلاند هم قائم مقام ماساتشوستس ويليام دامر، وقائم مقام نوفا سكوشا جون دوسيت والقائد جون لافويل. أما تحالف واباناكي والقبائل المحلية الأخرى، فقد كان تحت قيادة الأب سيبستيان رال والزعيم جراي لوك والزعيم باوجوس.
أسفرت هذه الحرب عن وقوع مين في أيدي قوات نيو إنجلاند بعد هزيمة الأب رال في نوريدجووك، وما تلا ذلك من تقهقر السكان الأصليين من على ضفاف نهري كينبيك وبينوبسكوت إلى سان فرانسوا وبيكانكور، كيبيك. وفي المنطقة المعروفة الآن باسم «نيو برونزويك» و«نوفا سكوشا»، مثلت المعاهدة التي أنهت الحرب تحولاً مهمًا في العلاقات الأوروبية مع الميغاك والماليسيت. فلأول مرة، اعترفت قوة أوروبية رسميًا بضرورة التفاوض حول سيطرتها على نوفا سكوشا مع السكان الأصليين للمنطقة.

## خلفية تاريخية
انتهت حرب الملكة آن بمعاهدة أوترخت في عام 1713. أُعيد رسم الحدود الاستعمارية لأمريكا الشمالية الشرقية نتيجةً لذلك، لكن المعاهدة لم تأخذ بعين الاعتبار مطالبات الهنود بنفس المنطقة. أُعطيت أكاديا الفرنسية لبريطانيا العظمى التي أنشأت مقاطعة نوفا سكوشا، على الرغم من أن حدودها كانت موضع نزاع. تتكون المنطقة المتنازع عليها من قِبل القوى الأوروبية من الأرض الواقعة بين نهر كينبيك (الجزء الشرقي من ولاية مين) ومضيق تشيغنيكو (جميع مقاطعة نيو برونزويك الكندية). احتُلت هذه الأرض من قِبل عدد من القبائل الهندية الناطقة بالألغونكوية المتحالفة بشكل فضفاض في كونفدرالية واباناكي، والتي ادعت أيضًا السيادة على معظم هذه الأراضي واحتلت أجزاء من الأرض قبل المستعمرين.
نظم حاكم ولاية ماساتشوستس، جوزيف دادلي، مؤتمرًا كبيرًا للسلام في بورتسموث في نيوهامشير. في المفاوضات، هناك وفي خليج كاسكو، اعترضت واباناكي على التأكيدات البريطانية بأن الفرنسيين تنازلوا عن أراضيهم لبريطانيا في شرق مين ونيو برونزويك، لكنهم وافقوا على تثبيت الحدود بنهر كينبيك وإنشاء مراكز تجارية تديرها الحكومة على أرضهم. وُقّع على معاهدة بورتسموث في 13 يوليو 1713 من قِبل ثمانية ممثلين عن كونفدرالية واباناكي، والتي، رغم ذلك، أكدت السيادة البريطانية على أراضيهم. خلال العام التالي وقّع زعماء قبائل أبيناكي الآخرين أيضًا على المعاهدة، لكن لم يوقع أي من قادة ميغماك المعاهدة أو أي معاهدة أخرى حتى عام 1726.

## تجاوز المستوطنات والتحصينات
بعد السلام، توسعت مستوطنات نيو إنغلاند شرقي نهر كينبيك، وبدأت أعداد كبيرة من سكان نيو إنغلاند في الصيد في مياه نوفا سكوشا. أسسوا مستوطنة صيد دائمة في كانسو، ما أزعج قبائل ميغماك المحلية، التي بدأت بعد ذلك بمداهمة المستوطنة ومهاجمة الصيادين. ردًا على الأعمال العدائية التي قامت بها واباناكي، بنى حاكم نوفا سكوشا، ريتشارد فيليبس، حصنًا في كانسو في عام 1720. قام حاكما ماساتشوستس جوزيف دادلي وصموئيل شوت ببناء حصون حول مصب نهر كينبيك، هي: حصن جورج في برونزويك (1715)، وحصن ميناسكو في أروويسك (1717)، وحصن سانت جورج في توماستون (1720)، وحصن ريتشمون في ريتشموند (1721). بنى الفرنسيون كنيسة في قرية أبيناكي في نوريديجووك في ماديسون بمين على نهر كينبيك، وحافظوا على مهمتهم في بينوبسكوت على نهر بينوبسكوت، وبنوا كنيسة في قرية ماليسيت في ميدوكتك على نهر سانت جون.
في اجتماع في أروويسكب مين في عام 1717، حاول الحاكم شوت وممثلو واباناكي التوصل إلى اتفاق بشأن التعدي على أراضي واباكاني وإنشاء مراكز تجارية تعمل على مستوى المقاطعة. عارض ساخيم (زعيم بارز لدى القبائل الناطقة بالناطقة بالألغونكوية) كينبيك (ويدعى فيفرنا) إقامة المستوطنات وبناء الحصون من قِبل المستوطنين؛ ادعى فيفرنا السيطرة السيادية على الأرض، في حين أعاد شوت التأكيد على الحقوق الاستعمارية للتوسع في الأراضي. كانت واباناكي على استعداد للانضمام إلى المستوطنات القائمة في حال رُسمت الحدود المناسبة، والتي لن يُسمح بعدها بالاستيطان. أجاب شوت، «نحن نريد فقط ما هو لنا، وهذا ما سنحصل عليه».
على مدى السنوات العديدة التالية، استمر مستوطنو نيو إنغلاند بالاستيطان في أراضي واباناكي شرق نهر كينبيك، وردت واباناكي على ذلك بسرقة الماشية. تأسست كانسو في نوفا سكوشا باعتبارها مستوطنة للصيد متنازع عليها من قِبل جميع الأطراف الثلاثة ولكنها محصنة من قِبل نوفا سكوشا ومُحتلة في المقام الأول من قِبل صيادي ماساتشوستس. شنت ميغماك والقوات الفرنسية هجومًا في عام 1720، ما زاد من التوترات. احتج شوت على وجود الكاهن اليسوعي الفرنسي سيبستيان رال، الذي عاش بين قبيلة كينبيك في نوريديجووك في وسط ولاية مين، وطالب بطرده. رفض واباكاني ذلك في يوليو 1721 وطالبوا بالإفراج عن الرهائن (الذين كُفلوا بضمان خلال المفاوضات السابقة) مقابل تسليم فراء تعويضًا عن غاراتهم. لم تقدم ماساتشوستس أي رد رسمي.

## وصلات خارجية
- A Military History of the United States of America: Dummer's War, 1724-1725 at Motherbedford.com
- Facts about the History of Vermont at Facts-about.org.uk
- Fort Dummer State Park نسخة محفوظة 17 أكتوبر 2010 على موقع واي باك مشين., Vermont State Parks Bureau
- Lake Champlain, Lake George, and Richelieu River History Timeline; Part 1 - New France and New England: Discovery and Exploration, Time Span 1609-1645 نسخة محفوظة 9 أغسطس 2012 على موقع واي باك مشين., James P. Millard, Historiclakes.org